# Glasbena estetika
Glasbena estetika ima kot znanstveno-filozofska disciplina cilj, da s proučevanjem vseh vidikov na glasbeno umetnost spozna njeno bistvo in zakone ter odkrije njen popolni smisel v podrobnostih in v celoti.

## Zgodovina glasbene estetike
Razvoj estetike glasbe se ne razlikuje dosti od razvoja celotne vede o lepem, saj se zorni kot obravnavanja glasbe antropološko skozi zgodovino estetike venomer ujema tudi z obravnavanjem drugih estetskih predmetov.

### Stari vek
Glasba je najstarejša umetnost sveta in predantične civilizacije starega veka, kot so Kitajska, Mezopotamija in Egipt, so svoja zavedanja o glasbi pojmovale kozmogonijsko in mitično povezana z nastankom vesolja.

### AntičnaGrčija
Prvi človek, za katerega lahko z gotovostjo trdimo, da se je sistematično lotil obravnave zvoka in glasbe, je bil Pitagora v 6. stoletju pr. n. št., ki je razdelil oktavo na intervale in s tem zaznamoval razmerja med višinami tonov. Pitagorejska estetika je tako pojmovala tudi glasbo kot odraz skladja in reda, ki vlada vesolju. Platon pojmuje glasbo kot umetnost števil in občutij, odraz zakonov univerzuma z močnim vplivom na moralo. Zaradi tega vpliva jo obravnava kot politično sredstvo, posamezni modusi po njegovem mnenju etično vplivajo na človeka. Tudi Aristotel vidi v glasbi etično in pedagoško vlogo glede na njeno estetsko komponento, ki se skriva v tonovskih načinih. Proučuje glasbo kot vpliv na občutja in izkustvo. V antiki je pomemben še Aristoksen, ki proučuje melodijo in glasbeno percepcijo.

### Srednji vek
V srednjem veku se je z estetiko glasbe spopadal sv. Avguštin, ki je nadaljeval pitagorejska tolmačenja v smislu »scientie bene movendi« (glasba je gibanje razporejeno s števili), prav tako pa tudi Kasidor, Beocij, Tomaž Akvinski, Izidor iz Sevilje in Guido Areški, ki so prevzeli in analizirali antična stališča.

### Renesansa
To obdobje se je že v svojem bistvu napajalo z antičnim znanjem. Tako ni presenetljivo, da lepo v glasbi še vedno determinira pitagorejski vpliv, vendar s to razliko, da je pristop empiričen. Tako je Johannes Tinctoris (1436-1511) v svoje teorije vključil uporabo posluha: izpostavil je intervalsko pomembnost konsonance in disonance; estetskega v glasbi ni označeval z matematičnim (številčnim) odnosom, ampak s psihološkim (ugodno, neugodno čustvo). Tudi Heinrich Glareanus (1488-1563) je nadaljeval v tej smeri. Vendar pa je v renesansi še vedno obstajala konzervativnejša struja, saj so Rene Descartes, Marin Mer-senne, Gottfried Wilhelm Leibniz, Leonhard Euler še vedno gledali na glasbo kot del matematike in niso dovoljevali veliko novosti.

### 18. stoletje
V zgodovini filozofije se je večinoma dogajalo, da je teorija sledila praksi, in tako so se s spremembo umetniškega sloga spreminjala tudi tolmačenja lepega. Baročna glasbena umetnost je še povsem ustrezala matematičnim nazorom s svojo kontrapunktiko, motoričnostjo, terasasto dinamiko in generalbasom. Ob koncu glasbenega baroka (ob smrti J. S. Bacha) in z začetkom glasbenega klasicizma se tako z letom 1750 zaznamuje začetek osamosvojitve in razvoja glasbene estetike (A. G. Baumgarten). Klasicizem je prinesel v glasbo novo melodiko in se odmakne od polifonije. Skladatelj in kritik Johann Adolph Scheibe je notorično napadel Bachovo glasbeno govorico in razpravljal o izrazu občutkov v glasbi. J. B. de la Borde in M. P. Chabanon  sta razpravljala o ugodju, ki je izzvano s poslušanjem glasbe, Charles Avison pa o psiholoških in fizioloških pogojih glasbene percepcije. Johann Mattheson (1681-1764) je postavil sentimentalistično stališče o glasbi kot izrazu občutkov, kasneje pa so ga zastopajli E. T. A. Hoffman, Hausegger, H. Kretzschmar, Novalis in Ludwig Tieck. S slednjim je W. H. Wackenroder koncem 18. stoletja zaznamoval teorijo romantične glasbene estetike.

### 19. stoletje
Z nastopom romantike in vseh njenih značilnosti je v prvi polovici stoletja prišlo do polnega izraza »iracionalni sentimentalizem«, katerega je zastopal J. G. Herder. Dojemanja in pogledi na glasbo so bili v tem obdobju zelo pestri, predvsem zaradi dualizma objektivistične in subjektivistične komponente. Hedonistični pogledi so bili plod Immanuela Kanta: »glasba je umetnost ugodnega, ne lepega; zato je nižja umetnost.« 
- Arthur Schopenhauer: »Glasba je odraz volje, ki je, po njegovem, najgloblja stvarnost.« S tem sta zanikala sentimentalistično stališče o glasbi kot izrazu občutkov in vpliva na estetiko Wagnerja in Nietzscheja.
- G. W. Hegel: »Filozofija glasbe se giblje v okvirih njenih metafizičnih sistemov, ki jim je podvržena.«
- Eduard Hanslick: »Glasba je svet zase, prav tako pa tudi glasbena estetika.«

Z zanikanjem ekstremne oblike »ekspresionistične« estetike, romantičnega sentimentalizma, zaide v drugo skrajnost: formalizem.

### 20.in21. stoletje
O glasbeni estetiki razmišljajo psihologi in sociologi kot sta Herbert Spencer in Wilhelm Wundt. Gustav Theodor Fechner je zasnovalec eksperimentalne estetike. Od tedaj naprej postanejo psihologija, akustika, sociologija, etnologija in muzikologija njene neobhodne pomožne znanosti. Z začetkom modernizma se začne velik razkorak med konsonančno in disonančno glasbo, ki je bila na neki način odraz socialnih razmer in slutnja oziroma posledica svetovnih vojn. Glasba je za tak preobrat potrebovala filozofsko opravičilo in utemeljitev, saj se je z dodekafonijo in glasbo efektov močno odmaknila dotedanjih estetskih kriterijev. Z estetiko glasbe so se ukvarjali takorekoč vsi vodilni skladatelji 20. stoletja: Arnold Schoenberg, Paul Dukas, Igor Stravinski, Paul Hindemith, Arthur Honegger, Dmitrij Šostakovič in drugi.

## Problematika glasbene estetike

### Kaj je glasba in kaj ne
Izven-glasbena glasba ne obstaja, vsekakor pa obstaja glasba, ki ne ustreza v naprej zamišljenemu, zgodovinsko determiniranemu pojmu glasbe in ki se zato velja za ne prav čisto ali celo nečisto, oziroma za nikakršno resnično in pravo glasbo. Meje »prave glasbe« so zgodovinsko s strani kriticizmov označene že kot npr. programska glasba ali péto besedilo v vokalni glasbi. Vsaka glasbena analogija z neko konkretno vsebino ali s simbolom je v preteklosti pomenila za mnoge skladatelje in kritike nepopolno glasbo. Iz tega lahko sklepamo, da je zanje čistost glasbe analogna z mero abstrakcije (čim manj simbolov, ki bi nas spominjali na nekaj materialnega). Poleg tega pa so čistost glasbe v vseh obdobjih povezovali tudi s sistemom komponiranja (Palestrina, Beethoven, Bach): Arhitektura oz. logična konstrukcija glasbe je tu velik katalizator pri ocenjevanju »čiste« glasbe. Žal so se s strani manj sposobnih ustvarjalcev tu začele entropičnosti v smislu formalizmov (kar se pojavlja še danes). Forma je samo posoda, kamor je treba zliti vsebino in tako imamo obilo ustvarjalcev, ki znajo izklesati fantastične oblike – izdelke, s katerimi pa ne morejo ničesar povedati, saj jih niso napolnili z vsebino.
- Robert Schumann je ob prvi izvedvi Chopinove Sonate za klavir št. 2 (4. stavek) rekel: »To ni več glasba!«, saj je bil ta zadnji stavek sonate presežek za miselnost romantične estetike.
- John Cage je skomponiral slavno skladbo imenovano 4'33". Skladatelj skuša osvoboditi tako poslušalca kot skladatelja vsakršne zavestne odločitve, zato so edini zvoki v tej skladbi tisti, ki jih povzroči publika. Skladba je znana pod imenom Štiri in pol minute tišine. Tudi ta ekstrem prištevamo h glasbi.

### Dobra in slaba glasba
Ta tematika nima enoznačnih odgovorov, saj je odvisna od kriterijev družbe ali posameznikov nekega obdobja. Znana je npr. definicija dobre glasbe, ki jo je podal Bojan Adamič: »Dobra glasba je tista, ki nam je všeč«. Ta definicija zaobide vse objektivne norme in gre takoj k subjektivnemu. Klasifikacija glasbe glede na kakovost je torej bolj socialno pogojena, nasploh pa se je ob prelomu 2. tisočletja na vseh umetniških ravneh začela pojavljati velika mera tolerance do vsakršne izrazne forme. Tako lahko zasledimo nepregledno število amaterskih in celo neizkušenih ustvarjalcev neke »umetniške« oblike, ki jo družba priznava in ji je naklonjena. Ta naklonjenost pa je prej naklonjenost notranji energiji in elanu, s katerim je metjé predstavljen, kot pa pragmatičnosti forme. Nekje v limiti človeškega čustvovanja se torej nahaja točka, ko naši estetski kriteriji postanejo samo abstraktno in nič več formalno pogojeni. O tem se je izrekalo mnogo slavnih glasbenikov.
- Citat Vinka Globokarja: »Lepota je kot glasba. O njej sem rekel, da ne vem dobro, kaj je, kje se začenja in kje končuje, in da je njena opredelitev v najširšem smislu odvisna od kulturne ravni vsakega posameznika. Enako je z opredelitvijo lepote. Pa mi povejte, zakaj se ena glasba nekomu zdi lepa, njegovemu sosedu pa grozna!«